# دارين بازيلي
دارين بازيلي (بالإنجليزية: Darren Bazeley)‏ (5 أكتوبر 1972 بنورثامبتون في المملكة المتحدة - ) هو لاعب كرة قدم بريطاني في مركز الظهير. شارك مع منتخب إنجلترا تحت 21 سنة لكرة القدم. أما مع النوادي، فقد لعب مع نادي واتفورد ونادي والسول ووايتاكيري يونايتد ووولفرهامبتون واندررز وNew Zealand Knights FC ‏.

## وصلات خارجية
- دارين بازيلي على موقع الاتحاد الدولي (مؤرشف)  (الإنجليزية)
- دارين بازيلي على موقع قاعدة بيانات كرة القدم.إي يو (الإنجليزية)
- دارين بازيلي على موقع Soccerbase.com (لاعب) (الإنجليزية)
- دارين بازيلي على موقع Soccerway.com (الإنجليزية)
- دارين بازيلي على موقع عالم كرة القدم.نت (الإنجليزية)